# American Jesus
American Jesus is het derde nummer van het zevende studioalbum van Bad Religion, Recipe for Hate. Het wordt door de fans gezien als het beste Bad Religion nummer aller tijden, wat bleek uit een poll. In 2004 werd het nummer gecoverd door Simple Plan, live tijdens een concert. Hierbij vertelde de zanger van de band, Pierre Bouvier, dat de band, een met name dit nummer, een grote invloed op hem heeft gehad.
De tekst is geschreven door Greg Graffin en Brett Gurewitz, en is een 'aanval' op de toenmalige Amerikaanse president George H.W. Bush, die dacht dat de eerste Golfoorlog gewonnen kon worden als ze Jezus aan hun zijde hadden.
De single is tijdens de Winter X Games op ESPN2 gedraaid als achtergrondmuziek. Tevens gebruikte MTV het nummer voor de opening van hun Extreme Beach Competition.

## Albums
Behalve op het album Recipe for Hate is het nummer ook te vinden op het livealbum Tested en de dvd Live at the Palladium.

## Medewerkers
- Greg Graffin - zang/tekstschrijver
- Brett Gurewitz - gitaar/tekstschrijver
- Greg Hetson - gitaar
- Jay Bentley - basgitaar
- Bobby Schayer - drums
- Eddie Vedder (van Pearl Jam) - achtergrondzang